# Cymatium pyrum
Cymatium pyrum är en snäckart som beskrevs av Linnaeus. Cymatium pyrum ingår i släktet Cymatium och familjen Ranellidae. Inga underarter finns listade i Catalogue of Life.